# 孔光
孔光（前65年—5年4月28日）。字子夏，曲阜（今山东曲阜）人，西汉后期大臣，孔霸第四子，孔子十四世孙。

## 生平
少年时好经学，不到二十岁，被推举为议郎。后来，光祿勳匡衡举孔光为方正，之后改任谏大夫。汉成帝刚刚即位，以他为博士、尚书令。以审理冤案逐渐知名。孔光掌管枢机朝政十余年。前15年，孔光为御史大夫，直到前8年。前7年，汉哀帝即位，孔光为丞相，二年（前6年）三月被封为博山侯。孔光与师丹、何武等拟定限田、限奴婢的方案，遭官僚贵族反对，未果。前5年，孔光罢相。前2年，再任御史大夫，继而复任丞相。前1年，丞相改名为大司徒。汉平帝即位，孔光晋升为太傅。元始元年，孔光为太师。元始五年，孔光去世，谥号简烈。赐赠丰厚，葬礼十分盛大，送葬的车就有一万多辆。

## 家族
孔子世家总世系图 (中兴祖前)
- 父亲：孔霸
- 母亲：□氏
- 大哥：孔福
- 二哥：孔捷
- 三哥：孔喜
- 妻子：□氏
- 长子：孔放，儿媳：□氏

## 延伸阅读
[在维基数据编辑]
 在维基文库阅读此作者作品
 《漢書·卷081》，出自班固《漢書》